# Sauna (2025)
Sauna ist ein dänischer Spielfilm von Mathias Broe aus dem Jahr 2025. Das Werk basiert auf dem gleichnamigen Roman von Mads Ananda Lodahl. Die queere Liebesgeschichte handelt von einem jungen homosexuellen Mann, der sich in einen Transmann verliebt. Die Hauptrollen übernahmen Magnus Juhl Andersen und Nina Rask. Die Weltpremiere fand Ende Januar im Rahmen des Sundance Film Festivals 2025 statt. Ein regulärer Kinostart in Dänemark ist Ende April desselben Jahres vorgesehen.

## Handlung
Johan ist schwul und wohnt in Kopenhagen. Der junge und attraktive Mann lebt seine Sexualität in vollen Zügen aus. Er besucht Bars und Partys und unterhält One-Night-Stands. Auch verbringt er viel Zeit im Adonis, der einzigen Schwulensauna der Stadt. Dort hat Johan kürzlich als Rezeptionist zu arbeiten begonnen.
Eines Tages macht Johan die Bekanntschaft mit dem gleichaltrigen William, einem Transmann. Er verliebt sich Hals über Kopf in ihn. Ihre Beziehung widersetzt sich jedoch den gesellschaftlichen Normen rund um Geschlecht, Identität und Beziehungen.

## Hintergrund
Sauna ist das Spielfilmdebüt des dänischen Filmregisseurs Mathias Broe, für das er gemeinsam mit William Lippert auch das Drehbuch verfasste. Es basiert auf Mads Ananda Lodahls gleichnamigen Roman aus dem Jahr 2021. Broe hatte 2020 für seinen 30-minütigen Dokumentarfilm Amfi (2018) den dänischen Filmpreis Robert gewonnen. Das Werk handelte über drei junge Männer, die in den Ruinen eines Amphitheaters ihre innersten Schamgefühle, Ängste und Geheimnisse gegenseitig offenbaren. Bereits zuvor hatte sich der Filmemacher unter anderem mit den Kurzspielfilm Young Man’s Dance / Ung mands dans (2014) einer homoerotischen Geschichte gewidmet. In der Vorproduktion von Sauna begann Broes eigener Partner mit geschlechtsangleichenden Maßnahmen.
Der Film wurde von Mads-August Hertz für Nordisk Film produziert. Die Produktionskosten werden mit 1,1 Millionen Euro angegeben. Unterstützt wurde das Projekt von der Abteilung New Danish Screen des Dänischen Filminstituts und dem öffentlich-rechtlichen Sender DR. Broe vermarktete Sauna vorab als ersten dänischen Spielfilm mit einer Transperson in der Hauptrolle. Auch sei das Werk in enger Zusammenarbeit mit engagierten Mitgliedern aus Kopenhagens queerer Community entstanden.

## Veröffentlichung
Sauna wurde am 27. Januar 2025 beim 41. Sundance Film Festival uraufgeführt. Dort war das Werk in den Hauptwettbewerb für ausländische Spielfilme eingeladen worden. In ihrem Online-Katalog priesen die Veranstalter den Beitrag als „aufwendig kreierten und wunderschön gestalteten Film“ und hoben die Schauspielleistungen von Magnus Juhl Andersen und Nina Rask heraus.
Ein regulärer Kinostart in den nordischen Ländern ist im Verleih von Nordisk Film geplant. In Dänemark soll Sauna am 25. April 2025 in die Kinos kommen.

## Auszeichnungen
Sauna erhielt beim Sundance Film Festival 2025 eine Einladung in den Wettbewerb um den Hauptpreis für den besten ausländischen Spielfilm.